# Curtains
Pour les articles homonymes, voir Curtain.
Albums de John Frusciante
A Sphere in the Heart of Silence
(2004) The Empyrean
(2009)
Curtains est le neuvième album solo de John Frusciante, guitariste des Red Hot Chili Peppers. Sorti le 1er février 2005 sur le label Record Collection, le guitariste n’a pas fait la promotion de ce nouvel album, préférant se concentrer sur la créativité. 

## Contexte
Curtains s’inscrit dans un contexte particulier : celui de produire six albums en six mois (de décembre 2003 à mai 2004), période pendant laquelle John Frusciante s’éloigne des Red Hot Chili Peppers.
Sorti en février 2005, Curtains – au titre évocateur ("curtains" signifie "rideaux") – clôt cette série avec un album acoustique des plus intimistes. Il contraste ainsi avec son précédent album - ''A Sphere in the Heart of Silence'' – qui était davantage électronique de par sa collaboration avec Josh Klinghoffer. 

## Enregistrement et production
Curtains est enregistré chez le guitariste et chanteur, sur un 8-pistes à bandes. Selon John Frusciante, l'album a été enregistré dans son salon : « Il n'y avait que moi assis sur un coussin, sur mon plancher du salon, avec mon dos appuyé contre le canapé ». Une image que l’on retrouve dans le seul et unique clip que nous offre le chanteur avec le titre « The Past Recedes ».
Carla Azar, la batteuse du groupe Autolux, le bassiste Ken Wild et le guitariste Omar Rodríguez-López de The Mars Volta participent à la création de cet album. "J'ai adoré avoir une énergie féminine [de Carla]. [Omar] et moi faisons des solos ensemble où nous utilisons le même amplificateur au même moment."
La pochette de l'album reprend une peinture flamande du XVIIe siècle "Aeneas et la Sibyle des enfers" de Jan Brueghel le Jeune, appartenant à la collection du Met Museum.
L'album est réédité en format vinyle 180 grammes par le label Record Collection le 11 décembre 2012, accompagné de liens de téléchargements pour formats MP3 et WAV. 
En 2019, le vinyle est à nouveau pressé et comporte un nouveau mixage réalisé par John Frusciante et Bernie Grundman, à partir des pistes originales ; en plus de liens de téléchargements en haute définition, il permet de télécharger 3 titres bonus.

## Liste des titres
Toutes les chansons sont écrites et composées par John Frusciante.
| 1.    | The Past Recedes | 3:53 |
| 2.    | Lever Pulled     | 2:22 |
| 3.    | Anne             | 3:35 |
| 4.    | The Real         | 3:06 |
| 5.    | A Name           | 2:03 |
| 6.    | Control          | 4:29 |
| 7.    | Your Warning     | 3:33 |
| 8.    | Hope             | 1:56 |
| 9.    | Ascension        | 2:52 |
| 10.   | Time Tonight     | 3:12 |
| 11.   | Leap Your Bar    | 2:36 |
| 33:42 |                  |      |

| Titres bonus 2019 | Titres bonus 2019   | Titres bonus 2019 | Titres bonus 2019 | Titres bonus 2019 | Titres bonus 2019 | Titres bonus 2019 | Titres bonus 2019 | Titres bonus 2019 | Titres bonus 2019 |
| No                | Titre               | Durée             |                   |                   |                   |                   |                   |                   |                   |
| ----------------- | ------------------- | ----------------- | ----------------- | ----------------- | ----------------- | ----------------- | ----------------- | ----------------- | ----------------- |
| 12.               | Become (demo)       | 3:58              |                   |                   |                   |                   |                   |                   |                   |
| 13.               | Time Tonight (demo) | 3:05              |                   |                   |                   |                   |                   |                   |                   |
| 14.               | Drill (demo)        | 2:23              |                   |                   |                   |                   |                   |                   |                   |
| 43:08             |                     |                   |                   |                   |                   |                   |                   |                   |                   |

## Personnel
- John Frusciante - chant, guitare électrique et acoustique, basse électrique, piano, synthétiseur, traitements, producteur
- Omar Rodríguez-López – guitare sur "Lever Pulled" et "Anne"
- Carla Azar – batterie
- Ken Wild – contrebasse
- Didier Martín - producteur
- Ryan Hewitt – mixes
- Chris Holmes – mixes ajoutés
- Lola Montes – photographie
- Mike Piscitelli – design
- Dave Lee – technicien